# Mot par minute
Le mot par minute, couramment abrégé mpm, est une unité de mesure de la vitesse d'entrée et de sortie.

## Statistiques

### Dactylographie
- Un mot est défini comme cinq caractères ou frappes de touche sur ordinateur.
- Une étude a montré que la frappe moyenne est de 33 mots par minute pour la copie de texte et 20 mots par minute pour la composition[1].
- Les personnes tapant avec leurs deux index (en anglais hunt-and-peck typists) peuvent atteindre 37 mots par minute pour un texte mémorisé et 27 mots par minute lors de la copie[2].
- Un dactylographe professionnel tape 50 à 70 mots par minute bien que la plupart atteignent 80 à 95, voire une vitesse de 120 pour les meilleurs.[réf. nécessaire] [3],[4]
- En 2005, Barbara Blackburn est la plus rapide sur un clavier d'ordinateur[5]. Elle utilise la disposition Dvorak US simplifiée et a tenu 150 mots par minute pendant 50 minutes avec des passages à 170 mots par minute sur de brèves périodes. Elle a même été enregistrée en pic de vitesse à 210 mots par minute[Information douteuse].

### Sténographie
- Écriture manuscrite : environ 30 mots par minute pour du texte mémorisé et 20 mots par minute en recopiant[2].
- La sténographie permet une prise de notes à 100 mots par minute en moyenne. Le record mondial est détenu par Nathan Behrin qui en 1922 a atteint le débit de 350 mots par minute[6] durant deux minutes en utilisant la méthode Pitman.
- La sténotypie permet à une personne entrainée de noter à une vitesse de 230 mots par minute, voire un peu plus[7].

### Lecture
- Lecture silencieuse : un américain adulte moyen lit entre 250 et 300 mots par minute. Ce qui peut monter jusque 400 à 800 mots par minute avec la technique Rapid Serial Visual Presentation[8].
- Parole : une conversation est tenue à 200 mots par minute environ. Le maximum semble être 210 mots par minute si l'on souhaite être compris de tous. Un rythme de 150-160 mots par minute est recommandé pour les livres offerts au format audio[9],[10].